# Karol Łopuszański
Karol Łopuszański (ur. ok. 1782 we Lwowie, zm. 11 maja 1818 tamże) – polski aktor, dziennikarz, publicysta, tłumacz i wydawca. Był współzałożycielem i pierwszym redaktorem naczelnym „Pamiętnika Lwowskiego”.

## Życiorys
Urodził się ok. 1782 roku we Lwowie w biednej rodzinie szlacheckiej. Uczył się w gimnazjum, a także studiował filozofię na Uniwersytecie Wileńskim, gdzie następnie rozpoczął pracę w urzędzie obrachunkowym.
Od 1810 roku przez kilka lat pracował w „Gazecie Lwowskiej”, prowadząc dział teatr.  W 1814–17 opracował i wydał cztery „Roczniki Teatru Polskiego we Lwowie".
W 1818 roku został współzałożycielem i pierwszym redaktorem naczelnym „Pamiętnika Lwowskiego”, przyczyniając się do rozwoju tego pisma. Pod koniec roku Karol Wild zapowiedział zmianę na tym stanowisku, a nowym redaktorem naczelnym został Adam Tomasz Chłędowski.
Jako aktor wcielił się w role: Samuela w spektaklu „Saul”, Gubernatora w spektaklu „Beniowski”, Janka w spektaklu „Zabobon, czyli Krakowiacy i Górale”, Zenona w spektaklu „Wychowańce”, Majora w spektaklu „Roztargnieni”, Kasztelana w spektaklu „Intryga naprędce”.
Zmarł 11 maja 1818 roku we Lwowie.
W „Roczniku Teatru Polskiego we Lwowie” z 1822 roku stwierdzono, że „chociaż mu natura odmówiła darów świetnych, których sztuka dramatyczna od artysty wyciąga, miał przecież wiele ról, w których z oklaskami bywał przyjęty”, a także że „nie zostawił po sobie nic oryginalnego, tylko tłumaczenia kilkunastu sztuk dramatycznych grywanych na Teatrze lwowskim”.